# Мілан Кучан
Мілан Кучан (словен. Milan Kučan; нар. 14 січня 1941, Крижевці (Горні Петровці)) — словенський політик, 1-й президент Словенії (з 23 грудня 1991 року по 22 грудня 2002 року).

## Біографія
Народився в сім'ї вчителів-лютеран. Його батько загинув під час Другої світової війни, а сім'я жила в Сербії, виїхавши з окупованої Словенії. Кучан здобув юридичну освіту в Люблянському університеті і почав робити успішну кар'єру в комуністичних організаціях. У 1968 він став головою Словенської молодіжної асоціації, у 1974-1978 був секретарем Соціалістичної альянсу працівників у Словенії, який здійснював керівництво профспілками, у 1978 став головою Національної асамблеї, а у 1982 представником Союзу комуністів Словенії в ЦК Союзу комуністів Югославії в Белграді. У 1986 Кучан став головою Союзу комуністів Словенії. На цій посаді він сприяв зростанню ліберальних політичних тенденцій в Словенії і виступав за зближення з Європою і європейські цінності, що призвело до конфлікту з лідером сербських комуністів Слободаном Мілошевичем, який призвів до виходу словенської делегації на чолі з Кучаном зі з'їзду партії 23 січня 1990. Це стало початком розвалу СКЮ.
У квітні 1990 в Словенії відбулися перші в Югославії демократичні вибори. У тому ж році Кучан був обраний головою Президії, перемігши при голосуванні лідера опозиційного альянсу ДЕМОС Йоже Плочника. Він виступав за м'яке відокремлення югославських республік і, побачивши неможливість створення підтримуваної їм м'якої конфедерації, проголосив 25 червня 1991 незалежність Словенії, першою серед югославських республік. Після десятиденної війни було підписано Бріонську угоду, югославські війська покинули Словенію та її незалежність була визнана.
У 1992 і 1997 Кучан вигравав президентські вибори як незалежний кандидат, щоразу беручи перемогу в першому турі голосування завдяки своїй високій популярності.
Після закінчення своїх президентських повноважень Кучан активно брав участь у кампанії за вступ країни в ЄС і НАТО і в березні 2003 був одним з головних агітаторів за вступ на референдумі. З листопада 2004 Кучан є членом Мадридського клубу. З 2008 року — член Європейської ради з толерантності і взаємоповаги.

## Нагороди
- Кавалер золотого ланцюга ордена Пія IX (Ватикан, 19 лютого 1993)[2]
- Орден Подвійного білого хреста І класу (Словаччина, 22 травня 2001)
- Орден короля Томислава (Хорватія, 2001)
- Орден Слона (Данія, 2001)
- Орден Зірки Румунії (Румунія, 2002)
- Орден Білого Орла (Польща, 2010)